# Коквилл (Вайоминг)
Коквилл (англ. Cokeville, Wyoming) — город, расположенный в округе Линкольн (штат Вайоминг, США) с населением в 506 человек по статистическим данным переписи 2000 года.

## История
Коренными жителями территории, на которой впоследствии появился населённый пункт Коквилл, были индейцы племени шошонов. Первым поселенцем района в 1869 году стал Тилфорд Катч, прибывший с региона восточных штатов. В 1882 году через поселение прошла магистраль трансконтинентальной железной дороги, после чего Коквилл стал быстро расти и развиваться, уже в 1910 году получив статус города.

## География
По данным Бюро переписи населения США город Коквилл имеет общую площадь в 1,81 квадратных километров, водных ресурсов в черте населённого пункта не имеется.
Город Коквилл расположен на высоте 1888 метров над уровнем моря.

## Демография
По данным переписи населения 2000 года в Коквилле проживало 506 человек, 125 семей, насчитывалось 166 домашних хозяйств и 195 жилых домов. Средняя плотность населения составляла около 268 человек на один квадратный километр. Расовый состав Коквилла по данным переписи распределился следующим образом: 95,83 % белых, 0,40 % — чёрных или афроамериканцев, 2,0 % — выходцев с тихоокеанских островов, 0,79 % — представителей смешанных рас, 0,99 % — других народностей. Испаноговорящие составили 2,37 % от всех жителей города.
Из 166 домашних хозяйств в 37,3 % — воспитывали детей в возрасте до 18 лет, 69,3 % представляли собой совместно проживающие супружеские пары, в 4,8 % семей женщины проживали без мужей, 24,1 % не имели семей. 21,7 % от общего числа семей на момент переписи жили самостоятельно, при этом 9,0 % составили одинокие пожилые люди в возрасте 65 лет и старше. Средний размер домашнего хозяйства составил 3,05 человек, а средний размер семьи — 3,66 человек.
Население города по возрастному диапазону по данным переписи 2000 года распределилось следующим образом: 37,0 % — жители младше 18 лет, 8,3 % — между 18 и 24 годами, 19,4 % — от 25 до 44 лет, 21,1 % — от 45 до 64 лет и 14,2 % — в возрасте 65 лет и старше. Средний возраст жителей составил 31 год. На каждые 100 женщин в Коквилле приходилось 103,2 мужчин, при этом на каждые сто женщин 18 лет и старше приходилось 98,1 мужчин также старше 18 лет.
Средний доход на одно домашнее хозяйство в городе составил 31 705 долларов США, а средний доход на одну семью — 39 000 долларов. При этом мужчины имели средний доход в 35 000 долларов США в год против 22 083 доллара среднегодового дохода у женщин. Доход на душу населения в городе составил 12 900 долларов в год. 7,1 % от всего числа семей в округе и 10,4 % от всей численности населения находилось на момент переписи населения за чертой бедности, при этом 15,9 % из них были моложе 18 лет и — в возрасте 65 лет и старше.